# Orino
Orino är en ort och kommun i provinsen Varese i regionen Lombardiet i Italien. Kommunen hade 823 invånare (2018).